# Danilo Turcios
Élvis Danilo Turcios Funes (Sonaguera, 8 de maio de 1978) é um futebolista profissional hondurenho, meio campista.

## Carreira
Danilo Turcios fez parte do elenco da Seleção Hondurenha de Futebol nas Olimpíadas de 2000 e da Copa do Mundo de 2010.

## Títulos
Seleção Hondurenha
- Copa América de 2001: 3º Lugar